# 親衛隊第51裝甲擲彈兵旅
親衛隊第51裝甲擲彈兵旅（德語：SS Panzergrenadier Brigade 51）是納粹德國武裝親衛隊的一個裝甲擲彈兵旅，於1944年6月自第3親衛隊戰鬥群（SS Kampfgruppen）改編而成，僅具備團級實力。1944年8月10日為迷惑盟軍而改名為親衛隊第27裝甲師，9月8日被併入親衛隊第17「古茲·馮·伯利辛根」裝甲擲彈兵師。

## 旅長
- 沃爾特·約克爾（Walter Jockel）突擊隊大隊領袖暨武裝親衛隊少校（1944年6月11日至9月2日）

## 編制
- 親衛隊第51裝甲擲彈兵旅第1營（I./SS-Panzergrenadier-Brigade 51）
- 親衛隊第51裝甲擲彈兵旅第2營（II./SS-Panzergrenadier-Brigade 51）
- 親衛隊第51炮兵營（SS-Artillerie-Abteilung 51）
- 親衛隊第51防空炮兵連（SS-Flak-Kompanie 51）
- 親衛隊第51工兵連（SS-Pionier-Kompanie 51）
- 親衛隊第51運輸連（SS-Kraftfahr-Kompanie 51）

## 資料來源
1. 1 2  . Feldgrau. 2020-08-04  [2022-05-15]. （原始内容存档于2022-06-04） （英语）.